# قائمة الاغتيالات الإسرائيلية (2023)
تسردُ هذه المقالة قائمة الاغتيالات الإسرائيلية عام 2023. القائمة مرتبةٌ ترتيبًا زمنيًا ومقسّمةٌ حسب أشهر السنة، وتحوي الاسم ثم تاريخ الاغتيال فالعُمر ومكان الاغتيال مع معلومات إضافيّة حولَ طريقة الاغتيال والظروف المحيطة بذلك.

## يوليو
| الاسم                    | تاريخ الاغتيال والعُمر  | مكان الاغتيال                     | معلومات إضافية |
| ------------------------ | ---------------------- | --------------------------------- | --- |
| محمد أبو سمرة            | 4 يوليو 2023 (21 سنة)  | البيرة، محافظة رام الله والبيرة   | قتلَ جندي إسرائيلي الشاب محمّد أبو سمرة برصاصةٍ في الرأس في مدينة البيرة خلال احتجاجاتٍ نظّمها شبابٌ فلسطينيون في المدينة للتعبيرِ عن رفضهم للعملية العسكرية الإسرائيلية في جنين والمطالبة بتوقّفها. |
| سميح فراس أبو الوفا      | 4 يوليو 2023 (21 سنة)  | مخيم جنين، محافظة جنين            | سميح أبو الوفا هو ابن أحد قادة حركة فتح. اشتهرَ سميح بفضل صورة له وهو يخوضُ اشتباكًا مباشرًا من نافذة أحد المنازل ممسكًا للسلاحِ بيد واحدة مع قوات خاصّة إسرائيلية تسلّلت للمخيم قبل أشهر قليلة من الاجتياح الفعلي، والذي قضى فيه بعدما خاضَ اشتباكًا جديدًا ومن مسافة قريبة جدًا مع القوات المقتحمة. |
| حسام محمد أبو ذيبة       | 4 يوليو 2023 (18 سنة)  | مخيم جنين، محافظة جنين            | حسام أبو ذيبة أحدُ القادة الميدانيين في كتيبة جنين وقد اغتيلَ على يدِ قوات إسرائيلية خاصّة برصاصةٍ في الصدر بعدما اشتبكَ معها وآخرين وحاولوا منعها من مواصلة التقدم نحو عمقِ المخيّم. |
| أوس هاني حنون            | 4 يوليو 2023 (19 سنة)  | مخيم جنين، محافظة جنين            | أوس حنون أحد القادة الميدانيين في صفوفِ كتيبة جنين وقد اغتالته تل أبيب في الضربة الجويّة على مخيم جنين في الساعات الأولى من الاقتحام وهو ورفيقَين اثنين له بعدما خاضوا اشتباكاتٍ مع القوات المقتحِمة وحاولوا منعها من مواصلة التقدم. |
| نور الدين حسام مرشود     | 4 يوليو 2023 (16 سنة)  | مخيم جنين، محافظة جنين            | كان نور الدين مرشود أحد الأعضاء في كتيبة جنين المشكّلة بنسبة كبيرة من أعضاء ينشطون في حركة سرايا القدس، ورغم صغر سنّه (مواليد 2007) فقد انخرطَ نور الدين في الفعل المقاوم واشتبكَ خلال الساعات الأولى من الاقتحام مع قوات الاحتلال لكنّه فارق الحياة متأثرًا بالإصابات الحرجة التي لحقته خلال الاشتباكات التي خاضها من مسافاتٍ قريبة. |
| محمد مهند الشامي         | 4 يوليو 2023 (23 سنة)  | مخيم جنين، محافظة جنين            | كانَ محمّد الشامي من بين أوائل المقاومين الذين حاولوا التصدي لقوات الاحتلال، حيث حاول وآخرون إفشال تقدم الجرافات الإسرائيلية والآليات الكبيرة عبر زرعِ الألغام الأرضيّة محلية الصنع فضلًا عن توجيه صلياتٍ من الرصاص للقوات المقتحِمة، لكنّه وخلال عودته مع رفيقَين اثنين لمواقعهم، رصدتهم طائرة إسرائيليّة وقصفتهم بصاروخ ما تسبّب في مقتله جراء الجروح الحرجة التي لحقت به بعد الاستهداف. |
| أحمد محمد العامر         | 4 يوليو 2023 (21 سنة)  | مخيم جنين، محافظة جنين            | ينتمي أحمد العامر لحركة سرايا القدس حيث كان قائدًا ميدانيًا فيها رغم صغر سنّه كما كان أحد الأعضاء المشكّلين لكتيبة جنين الناشِطة داخل جنين، وقد اغتيلَ خلال اشتباكاتٍ مسلّحة بين ومقاومين فلسطينيين من جهة وبين الجيش الإسرائيلي من جهة ثانيّة. |
| مجدي عرعراوي             | 4 يوليو 2023 (17 سنة)  | مخيم جنين، محافظة جنين            | اغتالَ الجيش الإسرائيلي الطالب الفلسطيني مجدي خلال اجتياحه لمدينة جنين في اليوم الأول، وقد نعته وزارة التربية والتعليم في بيانٍ لاحقٍ رفقة عدد من طلاب الثانوية الآخرين الذين قضوا خلال الاجتياح الإسرائيلي لمدينة جنين ومخيّمها. |
| علي هاني الغول           | 4 يوليو 2023 (17 سنة)  | مخيم جنين، محافظة جنين            | أعلنت كتائب القسام الذراع العسكري لحركة حماس عن أنّ علي الغول هو أحد مقاتليها ونعته في بيانٍ رسمي قالت فيه إنّ علي «ارتقى خلال تنفيذ كمينٍ محكمٍ لجنود الاحتلال أثناء محاولتهم الدخول إلى مخيم جنين». |
| عبد الوهاب حسن خلايلة    | 4 يوليو 2023 (20 سنة)  | يافا، فلسطين المحتلة              | ينحدرُ عبد الوهاب خلايلة من بلدة السموع في الخليل وقد نفذ عملية هجوميّة في قلبِ تل أبيب ردًا على الاجتياح الإسرائيلي لجنين. أسفرت العمليّة عن إصابة ما لا يقلُّ عن 10 مستوطنين، ثلاثة منهم في حالة حرجة، قبل أن يًقتل خلال اشتباكٍ مسلّحٍ معَ عناصر الأمن الإسرائيلية في يافا بعدما انسحبَ لها. |
| مصطفى نضال قاسم          | 4 يوليو 2023 (17 سنة)  | مخيم جنين، محافظة جنين            | كان مصطفى قاسم يُتابع دراسته الثانويّة إلى أن اغتاله الجيش الإسرائيلي خلال اليوم الثاني من اجتياحه لمدينة جنين. |
| عدي إبراهيم خمايسة       | 4 يوليو 2023 (22 سنة)  | مخيم جنين، محافظة جنين            | ينتمي عدي خمايسة لكتائب شهداء الأقصى حيث كان من بين الشباب الفلسطينيين الذين دافعوا عن اقتحام المخيّم وخاضوا اشتباكاتٍ مسلّحةٍ مع القوات الإسرائيلية لمنعها من مواصلة الاقتحام، لكنّه قُتل برصاص جندي إسرائيلي في منطقةٍ ما في مدينة جنين وعُثر على جثته بعد ساعات من البحث. |
| عبد الرحمن حسن صعابنة    | 4 يوليو 2023 (17 سنة)  | مخيم جنين، محافظة جنين            | كانَ الشاب عبد الرحمن صعابنة يُتابع دراسته الثانوية وقد قُتل على يد قوات الاحتلال الإسرائيلي التي أطلقت الرصاص الحيّ عليه فأصابته في رأسه داخل أحد أحياء مخيّم جنين. |
| جواد مجاهد نعيرات        | 4 يوليو 2023 (22 سنة)  | مخيم جنين، محافظة جنين            | ينحدرُ جواد نعيرات من بلدة ميثلون، وقد كان أحد أعضاء كتيبة جنين. اغتيلَ جواد خلال اشتباكٍ مسلّحٍ مع قوات خاصّة إسرائيلية في اليوم الثاني والأخير لاجتياح جنين، بعدما صعَّدت القوات الإسرائيلية من محاولاتها التوغّل لأكبر عمقٍ ممكنٍ داخل المخيّم. |
| أحمد ياسين هلال غيظان    | 6 يوليو 2023 (19 سنة)  | قلقيلية، محافظة قلقيلية           | نفّذ أحمد غيظان العضو في كتائب القسّام عمليّة هجومية في قلبِ مستوطنة كدوميم حينما اقتحمها واشتبكَ مع حارس أمن إسرائيلي فقتله برصاصةٍ من مسافة الصفر تقريبًا ثمّ أصابَ آخر قبل أن يًقتل خلال اشتباكٍ داخل نفس المستوطنة مع جنود الجيش الإسرائيلي وذلك بعد أقلِّ من يومين على نهاية الاجتياح الإسرائيلي لمدينة جنين والذي خلَّف دمارًا كبيرًا في المدينة عدى عن الخسائر في الأرواح. نعت حركة حماس عضوها أحمد ياسين – والذي سُمّي تيمنًا بمؤسّس الحركة أحمد ياسين – وتوعَّدت إسرائيل بمزيدٍ من الضربات ردًا على الجرائم الإسرائيلية في حقّ الشعبِ الفلسطيني كما وردَ في بيانها. |
| خيري محمد شاهين          | 7 يوليو 2023 (34 سنة)  | البلدة القديمة، محافظة نابلس      | كان خيري شاهين أحد المطلوبين لدى تل أبيب وقد حاولت أكثر من مرّة مطاردته واستهدافه لكنها فشلت في ذلك، حتى السابع من يوليو حينما اقتحمت بقوات كبيرة البلدة القديمة في مدينة نابلس وحاصرت منزلًا تحصَّن فيه شاهين رفقة مقاوم فلسطيني آخر هو حمزة مقبول واغتالتهما هناك، قبل أن تنسحب وسطَ اشتباكاتٍ عنيفة مع مقاومين آخرين من مجموعات عرين الأسود. |
| حمزة مؤيد مقبول          | 7 يوليو 2023 (32 سنة)  | البلدة القديمة، محافظة نابلس      | كان حمزة مقبول أحد المقاومين في صفوف سرايا القدس ومطلوبًا هو الآخر لدى تل أبيب كونه مشتبهٌ فيه رئيسي في عمليّة إطلاق نار سابقة استهدفت جنود دوريّة إسرائيلية، وقد اغتيلَ رفقة زميله خيري شاهين في المنزل الذي تحصّنا فيه داخل البلدة القديمة في عمليّة إسرائيلية مشتركة بين الجيش وجهاز الشاباك. |
| مهدي أسعد الحلو          | 7 يوليو 2023 (20 سنة)  | طولكرم، محافظة طولكرم             | كان مهدي الحلو أحد أعضاء حركة سرايا القدس الجناح العسكري لحركة الجهاد الإسلامي كما كان عضوًا في كتيبة طولكرم، وقد اغتيلَ على يدِ جنود الجيش الإسرائيلي في ظروفٍ غامضةٍ نوعًا ما. نشرت سرايا القدس بيانًا نعت فيه عضوها، وقالت إنّه «ارتقى شهيدًا متأثرًا بإصابته خلال الإعداد والتجهيز». |
| عبد الجواد حمدان صالح    | 7 يوليو 2023 (24 سنة)  | أم صفا، محافظة رام الله والبيرة   | اغتيلَ عبد الجواد حمدان صالح برصاص الاحتلال الإسرائيلي في قرية أم صفا شمال رام الله، حيث استهدفته جندي إسرائيلي برصاصة في الصدر خلال تواجده في المنطقة الشمالية من القرية، ورغم نقله من الأهالي على وجه السرعة للمستشفى المحلّي إلّا أنه فارق الحياة بعدما دخلَ في بحالة حرجة جدًا بسبب موضعِ الرصاصة. |
| بلال إبراهيم حسني قدح    | 10 يوليو 2023 (33 سنة) | دير نظام، محافظة رام الله والبيرة | بحسبِ مصادر عبريّة نقلًا عن الجيش الإسرائيلي، فإنّ بلال قدح حاول تنفيذ عمليّة دهس لكنّ جنود الجيش تفطنوا لها وقاموا بإبطاء العمليّة عبر قتلِ السائق، لكنّ مصادر أخرى فلسطينية أكّدت أنّ قوات الاحتلال أعدمت بلال رميًا بالرصاص بدم بارد، ومنعت طواقم الإسعاف الفلسطينية من إسعافه. |
| بدر سامي المصري          | 19 يوليو 2023 (21 سنة) | نابلس، محافظة نابلس               | ارتفعَ منسوب التوتّر في مدينة نابلس، وخلال محاولة مستوطنين بحمايةٍ من جنود الاحتلال اقتحام قبر يوسف قنص جندي إسرائيلي الشاب بدر المصري برصاصةٍ تسبّبت في وفاته بعد وقتٍ قصير. |
| محمد فؤاد عطا البايض     | 21 يوليو 2023 (17 سنة) | أم صفا، محافظة رام الله والبيرة   | اندلعت في الواحد والعشرين من تموز/يوليو مواجهاتٌ روتينيّة بين أهالي قرية أم صفا وجنود الاحتلال، وخلال هذه الاحتجاجات المتكرّرة استهدف جندي إسرائيلي الطفل محمد فؤاد عطا البايض برصاصةٍ في الرأس فأرداهُ قتيلًا على الفور. |
| فوزي هاني فوزي مخالفة    | 21 يوليو 2023 (18 سنة) | سبسطية، محافظة نابلس              | اغتالت قوات الاحتلال الإسرائيلي الشاب الفلسطيني فوزي مخالفة ونشرت بيانات متضاربة قالت في إحداها إنّ فوزي حاول تنفيذ عمليّة دهس لعناصر أمن فردوا بإطلاقِ وابلٍ من الرصاص صوبَ المركبة، لكنّ شهود عيان نفوا هذه الرواية، كما ردَّ رئيس مجلس سبسطية على مزاعم بيان الجيش الإسرائيلي بالقولِ إن ادعائهم هو محاولةٌ للمرواغة والتهرب من جريمة الإعدام الميداني. |
| سعد ماهر الخراز          | 25 يوليو 2023 (43 سنة) | نابلس، محافظة نابلس               | سعد ماهر الخراز هو أحد القادة الميدانيين في كتائب الشهيد عز الدين القسام الذراع العسكري لحركة المقاومة الإسلاميّة حماس كما أنه سجينٌ محرَّرٌ من السجون الإسرائيلية. خاضَ سعد رفقة اثنين من رفقائه اشتباكًا مسلحًا مع جنود الاحتلال على قمّة جبل جرزيم شرق مدينة نابلس، وقُتل هناك برصاص القوات الخاصّة. |
| منتصر بهجت علي سلامة     | 25 يوليو 2023 (33 سنة) | نابلس، محافظة نابلس               | قُتل منتصر على يد نفس القوات الخاصة التي اغتالت سعد ماهر ونور الدين العارضة بعدما خاضوا معها اشتباكَا مسلحًا في نابلس. منتصر سلامة هو أحد أعضاء كتائب القسّام كذلك حيث كان ينشطُ في مدن الضفة الغربية بما في ذلك نابلس. |
| نور الدين تيسير العارضة  | 25 يوليو 2023 (32 سنة) | نابلس، محافظة نابلس               | نور الدين العارضة هو ثالث عضو في كتائب القسّام يُغتال خلال نفس الاشتباك مع القوات الخاصّة الإسرائيلية. العارضة كان من بينِ القادة الميدانيين في الحركة العسكريّة وقد انخرطَ في أنشطتها المختلفة كما شارك في أنشطة الكتلة الإسلامية. |
| محمد عبد الحكيم نعيم ندى | 26 يوليو 2023 (23 سنة) | مخيم العين، محافظة نابلس          | اقتحمت قوات إسرائيلية خاصة مخيم العين، ثمّ سُرعان ما بدأت اشتباكاتٌ بينها وبين مقاومين فلسطينيين حاولوا منعها من التوغّل لداخل المخيّم. خلال الاشتباكات استهدفَ قناصٌ إسرائيلي الشاب محمّد في صدره، ونُقل إلى المستشفى على وجه السرعة حيث وُصفت إصابته بالحرجة جدًا، ثمّ أٌعلنَ لاحقًا عن مفارقته الحياة. |
| فارس شرحبيل أبو سمرة     | 27 يوليو 2023 (14 سنة) | قلقيلية، محافظة قلقيلية           | اغتالت القوات الإسرائيليّة الطفل فارس شرحبيل أبو سمرة في مدينة قلقيلية خلالَ مواجهات بين أهالي البلدة وقوات الاحتلال. |

## أغسطس
| الاسم                     | تاريخ الاغتيال والعُمر  | مكان الاغتيال                     | معلومات إضافية |
| ------------------------- | ---------------------- | --------------------------------- | --- |
| محمد فريد شوقي الزعارير   | 1 أغسطس 2023 (15 سنة)  | السموع، محافظة الخليل             | اغتالت قوات الاحتلال الإسرائيلي الطفل الفلسطيني محمّد الزعارير عبر استهدافه بالرصاصِ الحيّ بالقربِ من مستوطنة اشتموع المقامة على أراضي بلدة السموع، ثمّ منعت طواقم الإسعاف والمواطنين من الوصول إليه. |
| مهند سليمان محمد المزارعة | 1 أغسطس 2023 (20 سنة)  | معاليه أدوميم، محافظة القدس       | نفَّذَ مهنّد المزارعة عمليةً في قلبِ تل أبيب حينما استهدف عبر سلاحه الناري مجموعةً من عناصر الأمن الإسرائيلية فأصابَ خمسة منهم بجروحٍ متفاوتة الخطورة وفارق أحدهم الحياة لاحقًا، فيما قُتل هو على يدِ شرطي إسرائيلي آخر في عينِ المكان. مهنّد من عائلة بدوية فلسطينية كانت تسكنُ منطقة جبل البابا في بلدة العيزرية، وكان قد سجَّل مقطعًا صوتيًا قُبيل تنفيذه العملية أعلنَ فيه أنّه لا ينتمي إلى أي فصيل فلسطيني، ومع ذلك فإنّ تنفيذه العملية جاء لقناعته بأنه يجب عدم السكوت على الأفعال الإسرائيلية، وعلى ما يحدث بالأراضي الفلسطينية من اقتحامات واعتقالات وقمع وتهويد. |
| محمود حسام أبو سعن        | 4 أغسطس 2023 (18 سنة)  | مخيم طولكرم، محافظة طولكرم        | أطلق جندي إسرائيلي النار من مسافة بعيدة على الشابِ الفلسطيني محمود أبو سعن فوقعَ أرضًا، ثمّ ترجل جندي آخر وأطلق النار على رأسه مباشرة من مسافة الصفر، ما أدى إلى حدوث تهتك كامل في الدماغ ومفارقته للحياةِ فورًا. |
| قصي جمال معطان            | 4 أغسطس 2023 (19 سنة)  | برقة، محافظة رام الله والبيرة     | شنَّ مستوطنون إسرائيليون بحمايةٍ من جيش الاحتلال الإسرائيلي هجومًا على قرية برقة الواقعة شرق مدينة رام الله، وحين هبَّ أهالي القرية للدفاع عن أرضهم قام مستوطنٌ إسرائيلي متطرّف بإطلاق النار على قصي ليُرديه قتيلًا. حظي المستوطن الإسرائيلي الذي تعمّد اغتيال قصي بدعمٍ من وزراء في الحكومة الإسرائيلية، ورغم القبض عليه تمهيدًا لفتحِ تحقيقٍ في الموضوع، أطلقت المحكمة الإسرائيلية صراح المستوطن بعد أيّام قليلة فقط من الجريمة التي ارتكبها والتي أدانتها الولايات المتحدة على غير العادة واصفةً إيّاها بـ «الإرهابيّة».                                            |
| نايف جهاد نايف أبو صويص   | 6 أغسطس 2023 (27 سنة)  | عرابة، محافظة جنين                | يُعتبر نايف أبو صويص أحد القادة الميدانيين في صفوفِ كتيبة جنين وقد اغتاله كتيبة اليمام خلال عملية خاصة نفذتها في قرية عرابة رفقة مقاوم فلسطيني ثاني هو خليل أبو ناعسة والطفل براء القرم. |
| خليل نزار نمر أبو ناعسة   | 6 أغسطس 2023 (24 سنة)  | عرابة، محافظة جنين                | كان خليل أبو ناعسة من بينِ القادة الميدانيين لكتيبة جنين، وقد اغتالته وحدة اليمام رفقة القائد الميداني الآخر أبو صويص مع الطفل براء القرم بعدما حاصرت السيارة التي كانوا يستقلّونها واستهدفتها بصليات رصاص متتاليّة ما تسبّب في مقتل الثلاثة في عينِ المكان. |
| براء أحمد القرم           | 6 أغسطس 2023 (15 سنة)  | عرابة، محافظة جنين                | اغتالت قوّة خاصة في الجيش الإسرائيلي الطفل براء القرم بعدما استهدفته وزميلين اثنين آخرَين حينما كانوا يستقلّون مركبة تقلّهم قرب دوار عرابة جنوب جنين شمال الضفة الغربية. ادعى الجيش الإسرائيلي أنّ براء (مواليد 2008) واللذان كانا معه كانوا يتحرّكون لتنفيذِ عمليّة، فيما توعَّدت الفصائل الفلسطينية بالردّ. |
| رمزي فتحي حامد            | 7 أغسطس 2023 (17 سنة)  | سلواد، محافظة رام الله والبيرة    | لا ينتمي رمزي حامد لأيّ فصيلٍ من فصائل المقاومة في الضفة الغربية كما أنه لم يتجاوز السابعة عشرة من عمره، وقد اغتيلَ برصاصة جندي إسرائيلي أصابته من مسافة قريبة في بطنه أثناء تواجده في مركبته خلال مروره بالقرب من مدخل بلدة سلواد. |
| أمير أحمد محمد خليفة      | 10 أغسطس 2023 (27 سنة) | زواتا، محافظة نابلس               | ينتمي أمير خليفة لكتائب شهداء الأقصى كما كان قائد كتيبة مخيم العين في نابلس، وقد اغتاله جيش الاحتلال الإسرائيلي خلال كمينٍ نصبه له في مدينة زواتا مستهدفًا إيّاه برصاصتين: واحدة في الرأس والثانية في الظهر وذلك خلال اقتحامٍ للبلدة الواقعة غرب نابلس. |
| محمود جهاد جراد           | 11 أغسطس 2023 (23 سنة) | مخيم طولكرم، محافظة طولكرم        | قتلت القوات الإسرائيلية محمود جراد في ساعات الصباح الأولى من يوم الحادي عشر من آب/أغسطس بعدما أطلق عليه جندي رصاصةً أصابته في منطقة الصدر مباشرة، وذلك خلال اقتحامِ مخيم طولكرم. |
| محمد ربحي نجوم            | 15 أغسطس 2023 (26 سنة) | مخيم عقبة جبر، محافظة أريحا       | اغتالت قوات الاحتلال الإسرائيلية الشاب محمّد نجوم خلال اقتحامها مخيم عقبة جبر شرق الضفة الغربية، حيث استهدفته وآخر بالرصاصِ الحيّ في الصدر. |
| قصي عمر سليمان الولجي     | 15 أغسطس 2023 (16 سنة) | مخيم عقبة جبر، محافظة أريحا       | قُتل قصي الولجي رفقة زميله محمّد نجوم خلال اقتحام قوات الاحتلال لمخيّم عقبة جبر منتصف آب/أغسطس 2023. |
| مصطفى الكستوني            | 17 أغسطس 2023 (32 سنة) | جنين، محافظة جنين                 | نفذت القوات الخاصة الإسرائيلية عملية في مدينة جنين حينما أقدمت على اغتيال القيادي الميداني في كتائب شهداء الأقصى مصطفى الكستوني ثم فجّرت منزل العائلة قبل أن تنسحبَ من عين المكان. خلَّفت عملية الاغتيال هذه ردود فعلٍ داخل فلسطين، حيث ردَّ نشطاء فلسطينيون بعمليات استهدفت المواطنين الإسرائيليين في مناطق مختلفة. |
| حمزة أبو سنينة            | 17 أغسطس 2023 (30 سنة) | المسجد الأقصى، محافظة القدس       | ينحدرُ الشاب حمزة أبو سنينة من بلدة العيساوية، وقد أُصيبَ قبل عامين تقريبًا بالرصاص الحيّ في عينه وجمجمته أثناء تواجده في المسجد الأقصى لصلاة التراويح. تسبّب رصاص جيش الاحتلال في حدوثٍ كسورٍ على مستوى جمجمة حمزة وفكّه كما فقد عينه اليسرى وخضع إلى ثلاث عمليات جراحية قبل أن يُفارق الحياة لاحقًا متأثرًا بالحالة الصحية التي دخلها منذ إصابته. |
| محمد داوود أبو عصب        | 19 أغسطس 2023 (19 سنة) | مخيم بلاطة، محافظة نابلس          | كان محمّد أبو عصب أحد المقاومين داخل مخيم بلاطة، فهو ينتمي لكتائب شهداء الأقصى وخاض عديد الاشتباكات داخل المخيّم. حاول مستوطنون يوم التاسع عشر من أغسطس اقتحام مقام النبي يوسف في نابلس، فتصدّى لهم محمد عبر صليات رصاص وفي أثناء انسحابه على دراجة نارية، طاردته قوات إسرائيلية خاصة فرفض تسليم نفسه ثمّ اشتبك معهم قبل أن ينسحبَ لداخل المخيم أمام بيته، حينَ خاض الاشتباك الأخير مع القوات الإسرائيلية التي اغتالته وغادرت المخيّم. |
| عثمان عاطف محمد أبو خرج   | 22 أغسطس 2023 (17 سنة) | الزبابدة، محافظة جنين             | اندلعت اشتباكاتٌ روتينيّة بين قوات الاحتلال الإسرائيلي وشبان فلسطينيين في بلدة الزبابدة جنوب مدينة جنين، حيث استعمل الفلسطينيون الحجارة وأضرموا النيران في الإطارات لكنّ قناصًا إسرائيليًا استهدف الفتى عثمان أبو خرج (17 سنة) برصاصة مباشرة فأرداهُ قتيلًا. |
| عز الدين كنعان            | 25 أغسطس 2023 (21 سنة) | جنين، محافظة جنين                 | كان عز الدين كنعان من بينِ الشباب الذين تعرضوا لإصابات حرجة خلال اجتياج جنين في أوائل تموز/يوليو 2023، ونُقل على إثر ذلك لعددٍ من مستشفيات رام الله حيث خضعَ لعدّة عمليات جراحيّة، وأبقي على أجهزة التنفس الاصطناعي لكنّه فارقَ الحياة يوم الخامس والعشرين من آب/أغسطس بعد حوالي شهرين من الإصابات الحرجة الأولى التي تعرّض لها على يدِ قوات الاحتلال الإسرائيلي. |
| خالد سامر الزعانين        | 30 أغسطس 2023 (14 سنة) | باب العامود، محافظة القدس         | قتلت الشرطة الإسرائيليّة الفتى خالد سامر زعانين (14 عامًا) الذي ينحدرُ من مدينة بيت حنينا بعدما أطلقوا عليه النار عليه قُرب باب العامود وسط مدينة القدس عقبَ طعنه إسرائيليًا. |
| داوود عبد الرازق فايز درس | 31 أغسطس 2023 (41 سنة) | بيت سيرا، محافظة رام الله والبيرة | نفذ داوود درس الذي ينحدر من مخيم دير عمار غرب مدينة رام الله عمليّة دهسٍ عند حاجز مكابيم العسكري قرب مستوطنة موديعين عيليت المقامة على أراضي بيت سيرا فقتلَ جنديًا وأصابَ ثلاثة آخرين، قبل أن يغتاله جندي إسرائيلي في عينِ المكان. |

## سبتمبر
| الاسم                    | تاريخ الاغتيال والعُمر  | مكان الاغتيال               | معلومات إضافية |
| ------------------------ | ---------------------- | --------------------------- | --- |
| عبد الرحيم فايز غنام     | 1 سبتمبر 2023 (36 سنة) | عقابا، محافظة طوباس         | اغتالت قوات الاحتلال الإسرائيلي الشاب عبد الرحيم غنّام خلال اقتحامها في فاتح أيلول/سبتمبر بلدة عقابا بحثًا عن «مطلوب». لم يكن عبد الرحيم مسلّحًا ولا منخرطًا في صفوفِ فصائل المقاومة في البلدة ومع ذلك فقد اغتالته القوات الإسرائيليّة خلال الاقتحام وأصابت أربع فلسطينيين آخرين بالرصاص الحيّ.                                                                                       |
| عايد سميح خالد أبو حرب   | 5 سبتمبر 2023 (21 سنة) | مخيم نور شمس، محافظة طولكرم | اغتالَ جيش الاحتلال الإسرائيلي الشاب الفلسطيني عايد أبو حرب بدمٍ بارد حينما أطلقَ عليه جندي إسرائيلي رصاصة أصابته في رأسه مباشرة وذلك خلالَ اقتحام مخيم نور شمس الذي تعرّضت بنيته التحتيّة لدمارٍ كبير بسبب الجرافات الإسرائيلية. |
| محمد يوسف إسماعيل زبيدات | 5 سبتمبر 2023 (17 سنة) | الزبيدات، محافظة أريحا      | سرت أخبارٌ عن إجبار مجنّدات في الجيش الإسرائيلي لنساء فلسطينيات على نزعِ ملابسهنّ تحتَ تهديد السلاح والكلاب في مدينة الخليل، ثم توعَّدت مجموعات عرين الأسود بـ «ثأر الحرائر»، وما هي إلّا ساعاتٌ حتى هاجمَ محمّد زبيدات مجموعة من الجنود الإسرائيليين بمسدس صغير فأصاب مجنّدة بجروح متوسّطة قبل أن يخوض اشتباكًا مسلّحًا مع مجموعة جنود آخرين ليُقتل برصاصهم في قرية الزبيدات التي ينحدرُ منها. |